# William F. Mahler
William F. Mahler (1930- ) es un botánico estadounidense que se ha desarrollado académicamente en el departamento de Biología y herbario de la Universidad Metodista del Sur, Dallas, Texas.

## Algunas publicaciones
- Pollen Morphology of the Dalea mollis-D. neomexicana Complex (Leguminosae) in the United States. The Southwestern Naturalist 15 ( 2) (15 de octubre de 1970): 187-191

### Libros
- 1964a. Keys to the embryophyta of Taylor County, Texas. Ed. Biology Department, Hardin-Simmons University. 86 pp.
- 1964b. General botany laboratory manual
- 1969.  Keys to the vascular plants of the Black Gap Wildlife Management Area, Brewster County, Texas. 109 pp.
- 1970.  Flora of Taylor County, Texas: A manual of the vascular plants with selected sketches. Ed. SMU Book Store. 247 pp.
- 1971.  Keys to the vascular plants of the Black Gap Wildlife Management Area, Brewster County, Texas. 109 pp.
- 1972. Keys to the mosses of Texas: Preliminary copy
- 1973. Botanical survey of the Lake Monticello area. Southern Methodist University contributions in anthropology Nº 9. 25 pp.
- 1980.  The mosses of Texas: A manual of the moss flora with sketches. Ed. SMU Herbarium. 147 pp.
- 1984. Shinners' manual of the North Central Texas flora. Ed. SMU Herbarium. 360 pp.
- Diggs, GM; BL Lipscomb, B O'Kennon, WF Mahler, LH Shinners. 1999. Shinners & Mahler's illustrated flora of north central Texas.

- La abreviatura «Mahler» se emplea para indicar a William F. Mahler como autoridad en la descripción y clasificación científica de los vegetales.[1]